# 三島萩インターチェンジ
三島萩インターチェンジ（みしまはぎインターチェンジ）は、静岡県三島市萩にある伊豆縦貫自動車道（東駿河湾環状道路）のダイヤモンド型のインターチェンジである。下田方面へのハーフインターチェンジであるが、2010年4月28日に長泉IC-三島萩IC間の高架下の側道が開通し、これを利用することで東名高速道路 沼津IC方面へのアクセスも確保されるようになった。東駿河湾環状道路は無料で通行できるため、料金所は設置されていない。

## 接続する道路
- 三島市道芙蓉台環状線
- 静岡県道21号三島裾野線

## 歴史
- 1987年10月2日 : 岡宮IC（現・沼津岡宮IC）-玉沢IC（現・三島玉沢IC）間の都市計画決定
- 1988年度 : 長泉IC-加茂IC（現・三島加茂IC）間事業化
- 1989年度 : 用地買収着手
- 1995年度 : 着工開始
- 2009年7月27日 : 沼津岡宮IC-三島塚原IC間開通に伴い供用開始
- 2010年4月28日 : 長泉IC-三島萩IC間の側道が開通[2]

## 周辺施設
- 三菱アルミニウム富士製作所
- 萩芙蓉台バス停
  - 高速バス【みしまコロッケ号】（富士急バス沼津営業所 - 三島駅 - 渋谷駅 - 新宿駅線）が停車。駐車場併設。

## 隣
E70 伊豆縦貫自動車道（東駿河湾環状道路）
(3)長泉IC - (4)三島萩IC（下田方面出入口） - (5)三島加茂IC